# The King: Eternal Monarch
The King: Eternal Monarch (hangul: 더 킹: 영원의 군주; RR: Deo King: Yeongwonui Gunju) är en sydkoreansk TV-serie som sändes på SBS från 17 april till 12 juni 2015. Lee Min-ho, Kim Go-eun och Woo Do-hwan spelar huvudrollerna.

## Rollista (i urval)
- Lee Min-ho som Lee Gon
- Kim Go-eun som Jung Tae-eul / Luna
- Woo Do-hwan som Jo Eun-seob / Jo-yeong
- Kim Kyung-nam som Kang Shin-jae
- Jung Eun-chae som Goo Seo-ryung / Goo Eun-a
- Lee Jung-jin som Lee Lim